# الكسندر هنري
الكسندر هنري (بالإنجليزية: Alexander Henry)‏ هو محامي وسياسي أمريكي، ولد في 14 أبريل 1823، وتوفي في 6 ديسمبر 1883 بسبب ذات الرئة. حزبياً، نشط في الحزب الجمهوري.